# Boksning under sommer-OL 2016 – Fluevægt (damer)
Kvindernes fluevægtkonkurrence i boksning ved sommer-OL 2016 i Rio de Janeiro blev afholdt i perioden 12. august til 20. august 2016.

## Tidsoverigt
Alle tider er brasiliansk tid (UTC−3).
| Dato                     | Tid   | Runde        |
| ------------------------ | ----- | ------------ |
| Fredag, 12. august 2016  | 11:00 | Runde af 16  |
| Tirsdag, 16. august 2016 | 11:00 | Kvartfinaler |
| Torsdag, 18. august 2016 | 14:00 | Semifinaler  |
| Lørdag, 20. august 2016  | 14:00 | Finale       |